# Мандра (вилает Лозенград)
Вижте пояснителната страница за други значения на Мандра.
Мандра (на турски: Büyük Mandıra) е малък град в Източна Тракия, Турция, Вилает Лозенград.

## География
Мандра се намира на 37 км южно от Лозенград.

## История
В началото на 20 век Мандра е село в Бабаескийска кааза на Османската империя. Според статистиката на професор Любомир Милетич в 1912 година в селото живеят помаци.